# Kvarnbyn, Skellefteå kommun

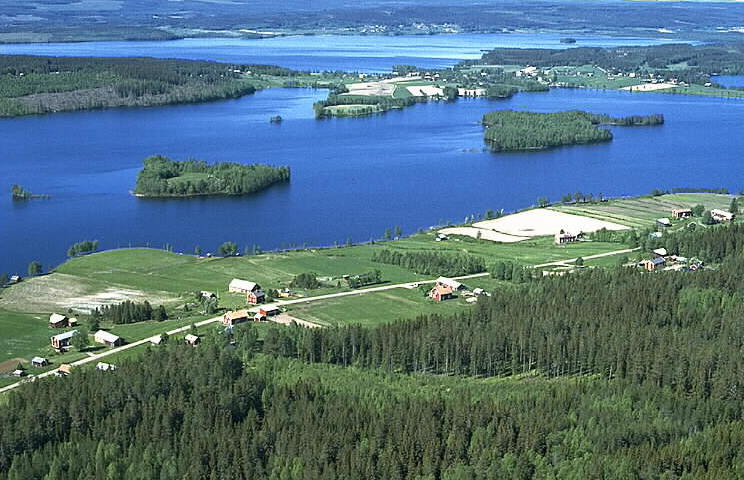
Flygfoto över Göksjön. Bygdeträsk syns hitom sjön och Kvarnbyn finns på andra sidan sjön.

Kvarnbyn är en ort i Burträsks socken.
Kvarnbyn ligger mellan Stora Bygdeträsket och Göksjön Sjöarna har förbindelse med varann genom Kvarnbyån.